# ジャック・ミラー (生物学者)
ジャック・ミラー（Jacques Francis Albert Pierre Miller, 1931年4月2日 - ）はフランス生まれのオーストラリアの生物学者。胸腺の機能の発見と哺乳類の2つの主要なリンパ球（T細胞およびB細胞）の同定で知られる。
フランス・ニースで生まれ、スイス、中華民国上海で育つが、第二次世界大戦勃発と日本の中国大陸進出により1941年にオーストラリアに移住し、帰化する。シドニー大学卒業後は渡英し、チェスター・ビーティ癌研究所でグロス白血病ウイルスが新生マウスに及ぼす影響を研究し、その業績が認められロンドン大学から理学の博士号を取得した。1963年以降、ロンドンの国立医学研究所で胸腺の研究を続け、1966年にオーストラリアに戻り、ウォルター&イライザ・ホール医学研究所で免疫学の研究に従事した。1970年王立協会フェロー選出。

## 主な受賞歴
- 1966年 ガードナー国際賞
- 1974年 パウル・エールリヒ&ルートヴィヒ・ダルムシュテッター賞
- 1992年 クルーニアン・メダル
- 2001年 コプリ・メダル、センテナリー・メダル勲章
- 2011年 トムソン・ロイター引用栄誉賞
- 2018年 日本国際賞[1]
- 2019年 アルバート・ラスカー基礎医学研究賞